# Marcel Bataillon
Marcel Bataillon (Dijon, 20 de maig de 1895 - París, 4 de juny de 1977) va ser un hispanista francès, autor d'Erasmo en España, en el context de la literatura, l'espiritualitat i l'evolució intel·lectual en l'Espanya del segle XVI.

## Trajectòria
Marcel Bataillon era fill del biòleg Eugène Bataillon i de Marie-Henriette Wahl. El 1920 va finalitzar estudis universitaris hispànics que va ampliar a l'Escola Normal Superior de París i la Casa de Velázquez. Després del seu pas per la universitat de Lisboa, va treballar a la Universitat d'Alger i després a la Sorbona, on va dirigir l'Institut d'études hispaniques". Va ser candidat pel Front Popular el 1936. El 30 de juny de 1941 va ser detingut per la Gestapo i internat al camp de Compiègne, d'on fou alliberat el 22 d'agost, gràcies a la intervenció de l'historiador Emmanuel Le Roy Ladurie.
El 1945 va entrar al "Collège de France", on va ser administrador del propi Collège de France entre 1955 i 1965, i va ocupar durant vint anys la càtedra de llengües i literatures de la península ibèrica i Llatinoamèrica. També va ser president de l'Associació Internacional d'Hispanistes entre 1965 i 1968, i de la d'Americanistes i de la de Literatura Comparada, entre altres institucions. Va ser el primer president de la "Societat d'Hispanistes Francesos" i el segon president de la "Associació Internacional d'Hispanistes".
Al Centre d'Estudis Històrics va contactar amb personatges com Ramón Menéndez Pidal, Américo Castro, Antonio Machado i Alfonso Reyes, entre molts altres intel·lectuals i especialistes. Va traduir al francès En torno al casticismo de Miguel de Unamuno (L’Essence de l’Espagne, 1923) i Facundo, civilización y barbarie, del polític i escriptor argentí Domingo Faustino Sarmiento (1934). A més, va dirigir dues revistes clau: el Bulletin hispanique i la Revue de littérature comparée. Va ser membre de la Societat Hispànica d'Amèrica (Nova York) i el 1974 va ser distingit amb el Premi Internacional Alfonso Reyes.